# Marathon van Hamburg 2007
De marathon van Hamburg 2007 werd gelopen op zondag 29 april 2007. Het was de 22e editie van deze marathon.
De Keniaan Rodgers Rop zegevierde bij de mannen in 2:07.32. Het was de kroon op de overheersing van de Kenianen, die in deze wedstrijd de eerste negen plaatsen bezetten. De Ethiopische Ayelech Worku was het sterkst bij de vrouwen in 2:29.14.
In totaal finishten 16.486 marathonlopers, waarvan 3209 vrouwen.

## Uitslagen

### Mannen
| rang   | naam                 | land | tijd    |
| ------ | -------------------- | ---- | ------- |
| Goud   | Rodgers Rop          | KEN  | 2:07.32 |
| Zilver | Wilfred Kigen        | KEN  | 2:07.33 |
| Brons  | Kiprotich Kinei      | KEN  | 2:07.42 |
| 4      | James Rotich         | KEN  | 2:09.29 |
| 5      | Mathew Sigei         | KEN  | 2:09.39 |
| 6      | Joseph Ngeny         | KEN  | 2:10.25 |
| 7      | Jackson Koech        | KEN  | 2:10.28 |
| 8      | Peter Cherus         | KEN  | 2:11.10 |
| 9      | Sammy Kipruto        | KEN  | 2:11.13 |
| 10     | Tesfaye Tola         | ETH  | 2:11.37 |
| 11     | Ketma Amenissa       | ETH  | 2:11.59 |
| 12     | Samuel Muturi        | KEN  | 2:12.46 |
| 13     | Yussuf Qadar         | QAT  | 2:13.18 |
| 14     | Paul Malakwen Kosgei | KEN  | 2:14.15 |
| 15     | William Serem        | KEN  | 2:15.12 |
| 16     | Yared Asmerom        | ERI  | 2:15.14 |
| 17     | Martin Beckmann      | GER  | 2:15.22 |
| 18     | Simon Bor            | KEN  | 2:16.10 |
| 19     | David Kiptanui       | KEN  | 2:16.28 |
| 20     | Aman Majid           | QAT  | 2:17.09 |

### Vrouwen
| rang   | naam                    | land | tijd    |
| ------ | ----------------------- | ---- | ------- |
| Goud   | Ayelech Worku           | ETH  | 2:29.14 |
| Zilver | Rose Nyangacha          | KEN  | 2:29.22 |
| Brons  | Beatrice Omwanza        | KEN  | 2:30.46 |
| 4      | Živilė Balčiūnaitė      | LTU  | 2:31.13 |
| 5      | Leila Aman              | ETH  | 2:31.25 |
| 6      | Edith Masai             | KEN  | 2:32.10 |
| 7      | Merima Denboba          | ETH  | 2:32.54 |
| 8      | Claudia Dreher          | GER  | 2:33.58 |
| 9      | Maria Pueyo             | ESP  | 2:34.15 |
| 10     | Fatima Cabral           | POR  | 2:34.48 |
| 11     | Anne-Mette Aagaard      | DEN  | 2:35.00 |
| 12     | Anna Rahm               | SWE  | 2:35.08 |
| 13     | Emily Kimurya           | KEN  | 2:35.14 |
| 14     | Angelina Fluckiger-Joly | SUI  | 2:37.40 |
| 15     | Kathrine Tilma          | DEN  | 2:45.46 |
| 16     | Nebiat Habtemariam      | ERI  | 2:45.50 |
| 17     | Mindaye Gishu           | ETH  | 2:46.22 |
| 18     | Lucy Nugambi            | KEN  | 2:51.01 |
| 19     | Beatrice Egger          | SUI  | 2:52.04 |
| 20     | Kerstin Metzler         |      | 2:52.14 |

1986 · 1987 · 1988 · 1989 · 1990 · 1991 · 1992 · 1993 · 1994 · 1995 · 1996 · 1997 · 1998 · 1999 · 2000 · 2001 · 2002 · 2003 · 2004 · 2005 · 2006 · 2007 · 2008 · 2009 · 2010 · 2011 · 2012 · 2013 · 2014 · 2015 · 2016 · 2017